# Aedes scutellaris
Aedes scutellaris är en tvåvingeart som först beskrevs av Walker 1858.  Aedes scutellaris ingår i släktet Aedes och familjen stickmyggor. Inga underarter finns listade i Catalogue of Life.